# Angel Heart (Manga)
Angel Heart (jap. エンジェル・ハート, Enjeru Hāto) ist ein Seinen-Manga von Tsukasa Hōjō und erscheint seit 2001 in Japan. Sie wurde auch als Animeserie adaptiert. In der Serie tauchen viele Charaktere aus dem Anime/Manga City Hunter auf.

## Handlung
Ein junges Mädchen steht nachts in Shinjuku auf einem Hochhaus, ihr Name ist Glas Heart, ein Codename, den ihr die Verbrecherorganisation Zheng Dao Hui aus Taiwan gab. Sie gehört einer Elitetruppe namens Suzaku an, von denen insgesamt vier existieren, Byakko, Gembu, Suzaku und Qinglong. Da sie es nicht mehr ertragen kann, unschuldige Personen im Auftrag von Zheng Dao Hui zu ermorden, springt sie nach einem Anruf von ihrer Kontaktperson, die ihr zur Vollendung des 50. Auftrages gratuliert, vom Hochhaus und landet genau auf einem Zaun, der ihr Herz durchbohrt.
Zur gleichen Zeit ist Kaori Makimura unterwegs zu einem Treffen mit ihrem Verlobten Ryō Saeba. Auf dem Weg dorthin sieht sie ein Kleinkind, das auf einem Zebrastreifen wie angewurzelt stehen bleibt und fast von einem Lkw überfahren wird. Kaori schubst das Mädchen mit einem Hechtsprung aus dem Weg und wird selbst von dem Lkw angefahren. Kurze Zeit später wird sie für gehirntot erklärt und ihre Organe für Organspendezwecke entnommen. Ihr Herz wird aber von Zheng Dao Hui gestohlen um es Glas Heart zu transplantieren, da sie die als verschollen und tot geglaubte Tochter des Bosses der Organisation ist. Diese Tatsache weiß sie nicht und der Boss Li Jianqiang erfuhr selbst erst kurz vor ihrem Selbstmordversuch davon.
Ein Jahr später liegt Glas Heart nach wie vor im Koma. Man gibt sie langsam auf und will die lebenserhaltenden Maschinen abschalten, falls sie bis zu einer bestimmten Frist das Bewusstsein nicht wiedererlangt. Im Koma träumt Glas Heart immer wieder bestimmte Träume. Teilweise sieht sie ihre Aufträge, teilweise träumt sie von einer Person: Ryō Saeba. In ihr, oder besser gesagt durch Kaoris Gefühle für ihn, weckt sich das Verlangen ihn zu treffen. Kaori selbst "lebt" noch in Form ihrer Seele in ihrem Herz, welches nun Glas Heart implantiert wurde. Durch den Wunsch Ryō Saeba wieder zu treffen erwacht Glas Heart und macht sich auf die Reise von Taiwan nach Japan.
Währenddessen hat Ryō die Tätigkeit als City Hunter (ein weiteres Werk von Tsukasa Hōjō) aufgegeben und gibt sich aus Trauer über den Tod von Kaori dem Alkohol und den Frauen hin. Er erfährt per Zufall, dass das gestohlene Herz noch "lebt" und es nun in Glas Heart ist. Glas Heart, die gerade eben erst in Shinjuku angekommen ist, wird in eine Intrige der Qinglong-Abteilung von Zheng Dao Hui verwickelt. Sie wird beschuldigt, aus Rache ein Attentat an Boss Li Jianqiang verübt zu haben. Durch diese Intrige kommt es zu öffentlichen Unruhen in Shinjuku, da die Organisation auch dort einen Machtbereich hatte und man sich auf die Suche nach Glas Heart macht. Sie selbst hat sich, angetrieben von Kaoris Gefühlen, nur das Ziel gesetzt, Ryō zu finden. Beide treffen sich im Cat’s Eye, einem Café, welches von einem alten Bekannten Ryōs Hayato Ijuin Umibōzu oder Falcon geführt wird.
Der Boss von Zheng Dao Hui lebt noch, denn nicht er, sondern sein Zwillingsbruder und Doppelgänger Li Qiande wurde erschossen. Er entsendet seine Elite-Truppe Gembu, um die Verräter Qinglong zu exekutieren und hilft somit Ryō, der mit einer Handvoll Freunden Shinjuku vor einem Terroranschlag seitens Qinglong beschützen will und sich mit ihnen eine Schlacht, in einem vorher abgeriegelten Love-Hotel-Viertel von Shinjuku, liefert.
Li Jianqiang bittet Ryō danach, für Glas Heart eine Art Vaterfigur zu sein und sie wieder zu resozialisieren. Da sie durch das jahrelange strenge und erbarmungslose Training nicht mehr wie ein "normaler" Mensch denkt, sondern einer Maschine gleicht, die auf Töten programmiert wurde. Dies ist auch Glas Hearts Wunsch, die nach wie vor nicht weiß, dass sie die Tochter von Li Jianqiang ist. Von diesem Zeitpunkt an nennt sie Ryō, Ryō-papa. Kaori nennt sich weiterhin bis zu einem weiteren Traum nur Kaori, danach nennt sie auch sie Kaori-mama und sieht in beiden ihre wahren Eltern, da sie ihre tatsächlichen Eltern nie kennengelernt hat.
Ryō gibt Glas Heart den Namen Xiangying was im Chinesischen "Kaoris Herz" bedeutet und der auch ihr wahrer Name ist, den sie von Li Jianqiang bekam. Ryō nimmt seine Beschäftigung als City Hunter auf Wunsch von Li Jian Qiang wieder auf, da er entsetzt darüber war, dass Ryō damit aufhörte und er der Meinung ist, Shinjuku braucht City Hunter. Ryō und Xiangying erleben allerlei Abenteuer, dadurch gelingt es Xiangying, sich nach und nach immer mehr zu resozialisieren und mit ihrer Vergangenheit abzuschließen.

## City Hunter
City Hunter ist eine Art Detektivbüro, welches jede Art von Aufgabe annimmt. Um mit City Hunter in Kontakt zu treten, muss man auf eine alte Tafel am Ostausgang von Shinjuku die Buchstaben XYZ und seinen Auftrag schreiben. Die Aufträge sind zwar meistens Personenschutz, aber sie können jeglicher Natur sein. So ist ein Auftrag zum Beispiel die Suche nach einem als vermisst geheißenen Vater.

## Personen
Ryō Saeba (冴羽 獠)
Ein ehemaliger Söldner, der mit Falcon auf dem Schlachtfeld stand, beide aber auf der jeweiligen anderen Seite. Er hat eine Art Privatdetektei (City Hunter), die ursprünglich von Kaori Makimuras Adoptivbruder Hideyuki Makimura, der Polizist war, gegründet wurde. Er selbst ist auch nicht von Anfang an dabei, sondern steigt erst nachdem er von Kaori, welche eine Krankenschwester war, gepflegt wurde ein. Er kam eigentlich mit dem Auftrag nach Shinjuku City Hunter zu eliminieren, besinnt sich aber eines besseren, nachdem er die Herzlichkeit durch Kaori erfährt und diese um ihn weint und ihm zuflüstert, er solle wieder zu sich kommen und weiter leben. Und, wenn es niemanden gibt für ihn, für den es sich lohnen würde zu leben, so solle er für sie leben. Da er genauso wie Glas Heart/Xiangying keine Vergangenheit hat und nicht weiß, wer er ist und er nur Krieg kennt, ist diese Herzlichkeit und Offenheit für ihn was Neues und er schwört sich selbst, das Glück von Kaori aufrechtzuerhalten, bleibt in Shinjuku und unterstützt Hideyuki Makimura in der Aufgabe als City Hunter. Nach seinem Tod führt er die Arbeit mit Kaori weiter und verliebt sich in Kaori.
Er spielt die Rolle des perversen Schürzenjägers, in der er keinen Versuch auslässt, mit Frauen sexuellen Kontakt zu haben. Anders als im Manga kommt es im Anime nie soweit, da jegliche "Annäherungsversuche" durch Kaori unterbunden werden, die ihn mit einem überdimensional großen Holzhammer gegen die Wand schlägt. Jedoch hat er auch eine ernste Seite, in der deutlich wird, dass er ein ehemaliger Söldner ist. Seine Markenzeichen sind seine schwarzen Jeans, das olivengrüne T-Shirt, das lila Sakko und der Ausruf "モッコリ" (Mokkori). Seine Standardwaffe ist eine Magnum 325.
Li Xiangying (李 香瑩)
Ehemalige Top Auftragsmörderin der Organisation Zheng Dao Hui begeht Selbstmord, nachdem sie es nicht mehr ertragen kann Menschen zu töten. Sie bekommt das Herz von Kaori Makimura transplantiert und überlebt den Selbstmordversuch. Durch die Transplantation übernimmt sie nach und nach die Eigenschaften von Kaori. Sie ist die Tochter von dem Boss Li Jianqiang der Zheng Dao Hui Organisation weiß aber nichts davon. Sie sieht in Ryō Saeba und Kaori Makimura ihre Eltern und lebt mit Ryō unter einem Dach. In bestimmten Situationen übernimmt Kaori den Körper von ihr und redet oder handelt. Vom Äußeren bleibt sie – außer für Ryō, der Kaori „sieht“ – in solchen Momenten Xiangying. Dennoch handelt oder redet in solchen Momenten ihr Herz, also Kaori.
Sie selbst kennt ihre Vergangenheit nicht und bekommt erst durch Ryō ihren Namen, der auch ihr wahre Name ist, den ihr Li Jian Qiang gab. Davor war sie im Ausbildungscamp von Zheng Dao Hui "Nr 27" und danach Glas Heart Ihr Name bedeutet im chinesischen "Kaori’s Herz". Durch das jahrelange erbarmungslose Training sind ihre Reaktionen und Handlungen nicht die einer normalen Person, sondern sie überreagiert am Anfang. Aber durch Ryō´s Geduld und Fingerspitzengefühl wird sie nach und nach wieder ein "normaler" Mensch. Sie sieht in Ryō und Kaori ihre Eltern und nennt beide Ryō-papa/Kaori-mama.
Kaori Makimura (槇村 香)
Sie ist die Tochter eines Verbrechers, der bei einer Ermittlung stirbt. Sie wird danach von dem Vater von Hideyuki Makimura, der selbst Polizist war, adoptiert. Sie stirbt am Anfang der Serie durch einen Verkehrsunfall, "lebt" aber weiter als eine Art Schutzengel und tritt in vielen Schlüsselszenen durch Xiangying in Erscheinung. Ihr Adoptivvater stirbt im Dienst, was Kaori nicht akzeptieren kann und so steht sie jeden Tag nach der Schule am Bahnhof Shinjuku und wartet auf ihren Vater, dass er von der Arbeit heim kommt. Kaori schreibt auf die Tafel von City Hunter den Wunsch, dass ihr Vater wiederkommen soll. Hideyuki brachte es nicht übers Herz, ihr die Wahrheit zu sagen.
Anders als bei City Hunter weiß sie, dass sie und Hideyuki nicht blutsverwandt sind. Sie führt bis zu ihrem Tod mit Ryō die Detektei City Hunter und ist für die Aufgabenbeschaffung und Finanzen zuständig. Sie ist von Anfang an in Ryō verliebt und reagiert immer sehr eifersüchtig, wenn er anderen Frauen hinterschaut. Sie findet auch Ryō blutend mit einer Wunde in einer Nebenstraße und bringt ihn in die Klinik von Doc. Auch ist sie es, die aus einem Stapel von Führerscheinen und anderen amtlichen Papieren den Namen "Ryō Saeba" für Ryō aussucht.
Falcon/Umibōzu (ファルッコン/海坊主)
Er ist genauso wie Ryō ein ehemaliger Söldner und betreibt das Cafe Cat’s Eye (eine Anspielung auf ein weiteres Werk von Tsukasa Hōjō: Cat’s Eye), welches nicht sehr gut besucht ist und einer seiner einzigen Kunden Kaori, Ryō, Saeko, Xiangying waren oder sind. Des Weiteren finden viele Treffen im Cat’s Eye statt. Es ist mit Panzerglas ausgestattet und im Keller ist ein Schießstand und ein riesiges Waffenarsenal vorhanden. Obwohl er seit der letzten Staffel von City Hunter erblindet ist, sind seine Sinne genauso wie die von Ryō mehr als übermenschlich und scharf. So erkennt er jeden Kunden, der nur einmal bei ihm war sofort, wenn er durch die Türe hinein kommt. Anders als bei City Hunter ist er Ryō freundlich und zuvor kommend eingestellt.
Seinen Namen Umibōzu kriegt er von Ryō, da er glatzköpfig ist, Ryō selbst nennt ihn aber öfters Umi-chan. Er trägt immer eine Sonnenbrille und Schnauzer, ist gut zwei Meter groß und hat eine sehr mächtige Statur.
Saeko Nogami (野上 冴子)
Sie ist die Polizeichefin von Tokyo und wird öfters von Ryō aus der misslichen Lagen, wo die Staatsgewalt nicht mehr eingreifen kann gebracht. Anders als bei City Hunter verschafft sie ihm keine Arbeiten mehr und spielt auch nicht mehr mit ihren weiblichen Reizen.
Liu Xinhong (劉 信宏)
Er ist genauso wie Xiangying ein ehemaliges Mitglied der Zheng Dao Hui und gehörte der Qinglong-Abteilung an. Er trug im Ausbildungslager die Nummer 36 und weiß anders als Xian Ying von Anfang an seinen richtigen Namen. Xiangying war bis zum Wiedertreffen der Annahme gewesen, dass sie ihn bei dem letzten Test mit dem Messer getötet habe. Nachdem die Qinglong-Truppe zerschlagen wurde, wurde er von Zheng Dao Hui Boss Li Jiang Qiang als tot erklärt und bekommt von ihm die persönliche Aufgabe, für immer auf seinen Lebensretter, also Xiangying aufzupassen. Er handelt auf Befehl der Verschwörer der Qinglong-Gruppe und verübt ein Attentat auf Li Qian De, ohne jedoch zu wissen, dass er der Boss von Zheng Dao Hui ist. Im Cat’s Eye arbeitet er als Angestellter und ist einer der einigsten der Umibōzu Falcon nennen muss.

## Veröffentlichung
Der Manga wurde im Zeitraum 2001–2011 im Magazin Comic Bunch des Verlags Shinchosha veröffentlicht und seit einem Verlagswechsel zu Tokuma Shoten im Comic Zenon. Die Kapitel erschienen auch in bisher 49 Tankōbons, wovon 33 bei Shinchosha und bis jetzt 16 bei Tokuma Shoten als Angel Heart 2nd Season (jap. エンジェル・ハート2ndシーズン) veröffentlicht wurden. Seit März 2012 bringt Tokuma Shoten eine Neuauflage der ersten 33 Bände von Shinchosha als Angel Heart 1st Season (jap. エンジェル・ハート1STシーズン) in Form von Tankobons in Comic Zenon DX heraus. Bis jetzt sind 12  Bänder erschienen. Eine englische Fassung erscheint im Magazin Raijin Comics bei Gutsoon! Entertainment und eine französische bei Panini Comics.

## Anime
Der Anime wurde unter der Regie von Toshiki Hirano vom Studio TMS Entertainment produziert. Das Charakterdesign entwarf Takashi Saijo und die künstlerische Leitung übernahm Hiromu Sato. Die Erstausstrahlung der 50 Folgen erfolgte vom 4. Oktober 2005 bis zum 26. September 2006 nach Mitternacht (und damit am vorigen Fernsehtag bei YTV im Großraum Kinki). Mit einem Tag Versatz folgte NTV im Großraum Kantō und mit einer Woche Versatz CTV im Großraum Chūkyō (Nagoya).
AB distribution lizenzierte die Serie für eine französische Veröffentlichung, Mighty Media für Taiwan.

### Synchronisation
| Rolle          | japanischer Sprecher (Seiyū) |
| -------------- | ---------------------------- |
| Ryō Saeba      | Akira Kamiya                 |
| Shan-In Lee    | Mao Kawasaki                 |
| Kaori Makimura | Kazue Ikura                  |
| Falcon/Umibozu | Tesshō Genda                 |
| Saeko Nogami   | Yōko Asagami                 |

### Musik
Die Musik der Serie schrieb Taku Iwasaki. Die Vorspanntitel sind Finally von Sowelu, Lion von Koji Tamaki und Battlefield of love von Isawa Asami. Die Abspanne sind unterlegt mit folgenden Liedern
- Dare ka ga Kimi wo Omotteru (誰かが君を想ってる) von Skoop On Somebody
- Daydream Tripper von U_WAVE
- My Destiny von Kanon
- kanashimi no Angel von Itagaki Junichi
- Feel me von Nakamura Keizou
- dareka ga kimi wo omotteru von Skoop on somebody

## Rezeption
Band 22 des Mangas kam nach seiner Veröffentlichung 2007 unter die ersten 10 in den japanischen Manga-Charts.
Laut der Zeitschrift MangasZene ist Angel Heart keine bloße Fortsetzung von City Hunter. Im Gegensatz zu City Hunter stehen Xiangying und ihre Geschichte im Mittelpunkt. Ryō lockert die Serie vor allem auf und lässt den Zuschauer seine Emotionen miterleben. Dabei präge auch Hojo die Atmosphäre der Serie, trotz oder vor allem wegen des Todes von Kaori. Die Geschichte sei mitreißend erzählt und im Vergleich zu City Hunter auch zeichnerisch ausgereifter. Die Figuren seien detaillierter gezeichnet und wirkten dreidimensionaler. Im Anime seien die Charakterdesigns werkgetreu umgesetzt worden und auch die Animationsqualität überzeugend.